# Un-Thinkable (I'm Ready)
Un-Thinkable (I'm Ready) è un singolo R&B della cantautrice statunitense Alicia Keys, scritto dalla stessa insieme a Aubrey Graham e Kerry Brothers, Jr., e prodotto da Noah "40" Shebib per il quarto album dell'artista, The Element of Freedom. Pensato inizialmente per essere il quinto singolo tratto dall'album, il brano è stato poi pubblicato nel marzo del 2010 come quarto singolo.
Il pezzo è arrivato alla prima posizione della classifica R&B di Billboard ed è entrato nella top40 della Hot 100. L'artista canadese Drake compare nei crediti della canzone tra i coristi del ritornello, oltre ad essere presente con una propria strofa in un remix del singolo.

## Video musicale
Il videoclip è stato diretto da Jake Nava ed è stato girato a Los Angeles. Il video affronta i problemi relativi alle relazioni interrazziali attraversando diversi decenni del ventesimo secolo fino ad arrivare al 2010. La prima scena, ambientata tra gli anni 50 e 60, non presenta ancora l'audio del brano, e mostra una jeep che parcheggia accanto al viale di una casa. Da quella jeep scende l'innamorato di Alicia Keys, interpretato da Chad Michael Murray. Il ragazzo si scontra in modo particolare con il fratello della cantante, arrivando anche a scatenare una rissa. Il passaggio tra le diverse epoche non avviene in maniera didascalica, ma fluida, partendo dal confronto di oggetti diversi ma di simile uso. Il video mostra le reazioni che le persone hanno col passare degli anni nei confronti dello stile di vita dei neri e delle relazioni interrazziali. Keys e Murray interpretano le coppie di tutte le epoche. Oltre alla storia, vengono alternate sequenze dell'artista che esegue il brano di notte davanti a una macchia di alberi. Il video è stato proiettato per la prima volta in assoluto il 12 maggio 2010 su 106 & Park di BET e su VEVO.

## Accoglienza

### Critica
Il brano è stato accolto positivamente da Mariel Concepcion di Billboard, che ha notato una crescita nel testo rispetto ai precedenti lavori della cantante. La giornalista ha definito il brano come la canzone di spicco dell'album, affermando come la cantante appaia esposta e vulnerabile come mai prima in questa canzone. Matthew Cole di Slant ha invece notato come il brano inizi in maniera evocativa ma finisca per creare un'atmosfera noiosa.

## Successo commerciale
Appena pubblicato, il singolo è entrato nella Hot R&B/Hip-Hop Songs grazie al forte passaggio in radio e ai download venduti, e il 22 maggio è riuscito a raggiungere il numero 1 della suddetta classifica, spodestando dal podio Everything to Me di Monica che era in vetta da sette settimane consecutive.
Il singolo è il sesto numero 1 nella classifica R&B per l'artista e l'ottavo contando anche le collaborazioni con altri artisti. Con dodici settimane consecutive alla prima posizione, si tratta del brano di maggior successo nella classifica R&B per Alicia, avendo superato anche No One, fermo a dieci settimane. Il pezzo è entrato anche nella top40 della Hot 100, arrivando fino alla posizione #21, diventando il brano di maggior successo tratto da The Element of Freedom.

## Classifiche
| Classifica (2010) | Posizione |
| ----------------- | --------- |
| Stati Uniti       | 21        |